# Целічанка
Целічанка (пол. Cieliczanka) — село в Польщі, у гміні Супрасль Білостоцького повіту Підляського воєводства.
Населення — 65 осіб (2011).
У 1975-1998 роках село належало до Білостоцького воєводства.

## Демографія
Демографічна структура станом на 31 березня 2011 року:
|          | Загалом | Допрацездатний вік | Працездатний вік | Постпрацездатний вік |
| -------- | ------- | ------------------ | ---------------- | -------------------- |
| Чоловіки | 37      | 5                  | 27               | 5                    |
| Жінки    | 28      | 6                  | 18               | 4                    |
| Разом    | 65      | 11                 | 45               | 9                    |